# Neobisium brevidigitatum
Espèce
Synonymes
- Obisium doderoi brevidigitatum Beier, 1928

Neobisium brevidigitatum est une espèce de pseudoscorpions de la famille des Neobisiidae.

## Distribution
Cette espèce se rencontre en Roumanie, en Slovaquie, en Pologne, en Géorgie et en Hongrie.

## Description
Neobisium brevidigitatum mesure de 2,7 à 3,5 mm.

## Systématique et taxinomie
Cette espèce a été décrite sous le protonyme Obisium doderoi brevidigitatum par Beier en 1928. Elle suit son espèce dans le genre Neobisium en 1932. Elle est élevée au rang d'espèce par Beier en 1963.

## Publication originale
- Beier, 1928 : Die Pseudoskorpione des Wiener Naturhistorischen Museums. I. Hemictenodactyli. Annalen des Naturhistorischen Museums in Wien, vol. 42, p. 285-314 (texte intégral).